# Сито (озеро)
Си́то (бел. Сіта) — озеро в Белоруссии в Браславском районе Витебской области. Расположено в бассейне реки Друйка. Входит в Рычано-Дрисвятскую группу озёр. Находится в 16 км к западу от Браслава около деревни Кривасели на границе с Латвией.
Площадь поверхности Сито составляет 1,88 км². Наибольшая глубина озера 28,5 метра, средняя 7,6 метров. Длина озера 3,8 км, наибольшая ширина 0,79 км. Длина береговой линии 9,8 км. Объём воды в озере составляет 14,4 млн м³, площадь водосбора 9,45 км².
Котловина озера по типу впадины, вытянута в направлении с севера на юг. Склоны котловины имеют высоту 10—12 метров, на юге и западе высота склонов составляет 5—6 метров. Склоны котловины пологие, поросшие лесом и кустарником, участками находятся под лугом. Берега озера под кустарником, на юге — заболоченные. Пойма имеет ширину шириной 4-12 метров. На озере остров площадью 0,023 км². Дно устлано песком на глубине 7—9 метров, глубже — сапропелем.
Озеро мезотрофное с признаками олиготрофии, слабопроточное. В озеро впадают ручьи и вытекает один ручей без названия. Ширина полосы прибрежной растительности составляет 6—10 метров, в северном и южном заливах ширина полосы растительности увеличивается до 40—50 метров. Подводная растительность расширена к глубине 6—6,5 метров.
В озере водятся щука, лещ, судак, окунь, линь, плотва, краснопёрка, густера и другие виды рыб. В озере обитает реликт ледникового периода — рачок лимнокалянус.